# Epidendrum claviculatum
Epidendrum claviculatum är en orkidéart som beskrevs av William Wright. Epidendrum claviculatum ingår i släktet Epidendrum och familjen orkidéer.
Artens utbredningsområde är Jamaica. Inga underarter finns listade i Catalogue of Life.